# Devart
Devart je softwarová společnost se sídlem v Praze. Specializuje se na software pro správu databází, správu životního cyklu aplikací (ALM), řešení pro propojování dat a nástroje pro podporu kódování.
Produkty společnosti zahrnují několik systémů pro správu databází, včetně Microsoft SQL Server, MySQL, MariaDB, Oracle, PostgreSQL a souvisejících cloudových platforem.
Společnost Devart působí ve Spojených státech, Evropě a Asii, celkem pokrývá 120 zemí.

## Historie
Společnost Devart byla založena v roce 1997. V tomto roce společnost představila své první řešení datové konektivity, které umožňovalo přímý přístup k databázím a dalším zdrojům dat pro vývoj multiplatformních aplikací. Do roku 2002 zahrnovala produktová řada sadu vysoce výkonných poskytovatelů dat pro hlavní databáze i cloudové aplikace.
V roce 2003 se společnost Devart stala Stříbrným partnerem ve specializovaném programu Oracle Partner Network (OPN).
V roce 2005 společnost uvedla na trh samostatné nástroje pro správu databází Oracle a MySQL, čímž uvedla řadu produktů, které se staly známými díky komplexním integrovaným vývojovým prostředím (IDE) pro hlavní systémy správy relačních databází (RDBMS) i specializovaným nástrojům s užším zaměřením na konkrétní úlohy.
V roce 2010 se společnost Devart zaměřila na nástroje pro správu kódu, které se později rozrostly o nástroje pro vývoj objektově-relačního mapování (ORM), monitorování databázových aplikací, bezpečnostní řešení a systémy pro monitorování časových toků.
V roce 2014 společnost Devart představila cloudovou platformu, která usnadňuje integraci a zálohování dat v různých databázových systémech a cloudových databázích. Ve stejném roce společnost získala status Stříbrného partnera společnosti Microsoft pro vývoj aplikací.
Společnost také vyvíjí databázové konektory Python, datové konektory ODBC, komponenty SSIS pro databáze a cloudové aplikace a další produkty pro přístup k datům, jejichž cílem je zjednodušit připojení pro datově orientované aplikace a webové stránky.

## Ocenění
Produkty společnosti Devart získávají neustále řadu ocenění v oboru. V roce 2020 byla řešení od společnosti Devart zařazena na seznam společnosti Capterra s 20 nejlepšími softwary pro správu databází.
V roce 2021 získala společnost Devart ocenění Reader's Choice Awards 2021 od časopisu Visual Studio v kategorii Vývoj a modelování databází a dat.
Od roku 2019 získaly produkty společnosti několik ocenění od DBTA.
V letech 2019 až 2023 získaly produkty společnosti Devart řadu ocenění na portálu G2, včetně ocenění High Performer, Best Support a různých ocenění Leader, která vycházela ze skutečných zkušeností uživatelů a jejich recenzí.
V roce 2023 označil TechRadar dbForge Studio pro MySQL od společnosti Devart za nejlepší software pro návrh databází v roce 2023.
Společnost Devart byla uznána jako vítěz Leading Experts in Database Development Issue Resolutions 2023 Central Europe v kategorii New World Report Software and Technology Awards pro rok 2023.